# Juan Carlos Álvarez Cabrero
Juan Carlos Álvarez Cabrero, né le 8 août 1964, est un homme politique espagnol membre du Parti populaire (PP).

## Biographie

### Vie privée
Il est marié et père de deux filles.

### Activités politiques
Il est maire de Coca de 1995 à 2015 et député provincial de 2003 à 2007.
Le 20 décembre 2015, il est élu sénateur pour Ségovie au Sénat et réélu en 2016.